# Urlatori alla sbarra
Urlatori alla sbarra è un film del 1960, della serie musicarelli, diretto da Lucio Fulci.
Insieme a I ragazzi del juke-box, inaugura il musicarello a sfondo giovanile. Simbolo di emancipazione giovanile, mostra come la musica diventa il fulcro intorno a cui si immedesima e si rappresenta la nuova generazione dei giovani degli anni sessanta. È una generazione che scende in piazza per sostenere le proprie ragioni utilizzando la musica contro il clericalismo della Democrazia Cristiana ma, essendo ancora nel 1960, tutto è ancora un'utopia, un'anticipazione dei temi sessantottini. Il film venne vietato in sala ai minori dei 18 anni, secondo Piero Vivarelli proprio per la sua satira politica.

## Trama
(Adriano Celentano, Blue jeans rock)
Le canzoni degli urlatori entusiasmano molto i giovani ma non incontrano i favori delle generazioni precedenti. Il film prende di mira l'occupazione ipocrita della TV da parte di soggetti sempre pronti a barattare le proprie convinzioni con ricchi guadagni. Alcuni giovani cantanti, tra cui Adriano, Mina, Joe e lo sbadato e maldestro trombettista-cantante Chet, detto l'Americano per le sue origini, vedendosi negata la possibilità di cantare in televisione, si organizzano per dei concerti/comizi nelle piazze italiane. Nonostante l'austero professor Giommarelli, direttore generale della Rai, sia da subito  contrario al fenomeno teddy-boys, dalla parte dei giovani ci sono sua figlia Giulia, che si innamorerà di Joe ed il nonno senatore. Infine, dopo varie peripezie, tra comunisti e filo americani, amori e buone azioni, gli urlatori potranno coronare il loro sogno di cantare in una trasmissione televisiva.

## Il fenomeno teddy-boys
I giovani furono i veri protagonisti del boom economico. I fenomeni di teppismo che venivano associati a jeans, jukebox e rock and roll vedevano coinvolti i cosiddetti teddy-boys. Nell'incipit del film sfilano diverse pagine di giornali che denunciano questo fenomeno e lanciano l'allarme. I teddy-boys nel film vengono presentati come giovani che vivono tutti insieme senza adulti o regole, indossano giubbini di pelle, scarpe di gomma, giacche dei college americani e gli immancabili jeans.
Le origini di questo fenomeno sono radicate nel dopoguerra. Il movimento nacque, infatti, negli anni 40 in Inghilterra. Privi di valori e obiettivi, spaesati e incerti, questi ragazzi cominciarono ad esprimere con la violenza la loro difficoltà nell'inserirsi nella società che si andava delineando e nel mondo del lavoro. Con l'arrivo degli anni 50, iniziarono a differenziarsi dagli adulti con nuovi valori, costumi e stili di vita.
Questi giovani ribelli vogliono essere l'antitesi dei loro padri, vogliono istituire o riaffermare una propria identità. Il fenomeno mostra come i teenager vogliono reagire allo scontento della società, ereditato dalla Seconda guerra mondiale, e acquisire più importanza.

## Produzione
Questo è il film d'esordio di Lino Banfi, che così inaugura la sua carriera cinematografica.
È anche il primo film di Marilù Tolo e Aldo Maccione
Chet Baker recita pochissime battute ma in presa diretta in italiano.
Nonostante Mina interpreti se stessa è doppiata da Luisella Visconti.

## Colonna sonora
1. Joe Sentieri – Ritroviamoci
2. Joe Sentieri – Moto rock
3. Joe Sentieri – Milioni di scintille
4. Joe Sentieri – Non so parlare
5. Mina – Vorrei saper perché
6. Mina – Nessuno
7. Mina – Whisky
8. Mina – Tintarella di luna
9. Adriano Celentano – Rock matto
10. Adriano Celentano – Blue jeans rock
11. Adriano Celentano – Nikita rock
12. Adriano Celentano – Impazzivo per te
13. Adriano Celentano – Il tuo bacio è come un rock
14. Chet Baker – Arrivederci
15. Brunetta – Precipito
16. Brunetta – Baby rock
17. Umberto Bindi – Odio
18. Gianni Meccia – Soldati delicati
19. Corrado Lojacono – Carina
20. I Brutos – Io
21. I Brutos – Brivido blu